# 2D格闘ツクール95
『2D格闘ツクール95』（ツーディーかくとうツクールきゅうじゅうご）は、かつてアスキーから発売されていた対戦格闘ゲーム製作用ソフトウェア。ツクールシリーズの中の1本である。製作会社はOUTBACK。現在では生産・出荷を終了している。

## 特徴
当時の対戦格闘ゲーム流行の波に乗り発売された、かねてより「ツクラー」の間で要望の高まっていた対戦格闘ゲーム制作専用ソフトである。2001年12月に後継ソフト『2D格闘ツクール2nd.』が発売されるまで、同人・フリーゲーム作者の間で広く使われていた。
画面の解像度は320×240（RPGツクール2000などと同じ）と、当時他のツクールシリーズのソフトで主流だった640×480に比べ粗めのため、全画面表示時にドットの大きさが目立つことがある。また、『龍虎の拳』や『サムライスピリッツ』で演出として採用されていたような、戦う2体のキャラクターの間合いに応じて画面がズームイン・アウトする機能が搭載されている。
使用キャラクター選択のシーンでのレイアウトが決められている、グラフィックを半透明にできない、ゲームオーバー時のコンティニュー機能がないなど、いくつか仕様上の不都合が存在する。これらの内の多くは、後継の2D格闘ツクール2nd.で解消されることになる。
タイトルの「95」は、発売当時主流のOSだったWindows 95に由来するものと考えられる。実際、このOSには対応しているが、98以降のWindowsには公式には対応していない。

## 作品
- ハイパーあんな - 漫画を原作とするサンプルゲーム
- WHITE WEAPON[2]
- Infunny - 第4回アスキーエンタテインメントソフトウェアコンテストアスキーツクール作品賞受賞作
- METAL銃II（）[3][4] - 『指武利遊戯』を制作したゲームサークル裂斬による作品
- マジュウェル - 同上
- ときどきメモリアルバウト - インターネットコンテストパーク金賞受賞作
- エクシード X-1 CLASH - 同上
- 少女魔法学園 - 大創産業から「ザ・ゲームシリーズ50」として発売
- 巫女一番
- ArmJoe
- BRAVE HEARTS
- 男祭
- あんなvsセンチメンタルファイター
- マッスルファイト
- 世界名作バトル